# NGC 544
NGC 544 (również PGC 5253) – galaktyka eliptyczna (E/SB0), znajdująca się w gwiazdozbiorze Rzeźbiarza. Odkrył ją John Herschel 23 października 1835 roku.